# موزه هنرهای برونکس
موزه هنرهای برونکس (BxMA)، همچنین به نام موزه هنر برونکس یا به سادگی موزه برانکس خوانده می‌شود، یک مؤسسه فرهنگی آمریکایی است که در کنکورز، برونکس، نیویورک واقع شده‌است. این موزه بر آثار معاصر و قرن بیستم که توسط هنرمندان آمریکایی خلق شده‌اند تمرکز دارد، اما میزبان نمایشگاه‌هایی از هنر و طراحی از آمریکای لاتین، آفریقا و آسیا نیز بوده‌است. مجموعه دائمی آن شامل بیش از ۸۰۰ نقاشی، مجسمه، عکس و آثار کاغذی است. این موزه بخشی از منطقه تاریخی گراند کنکورز می‌باشد.

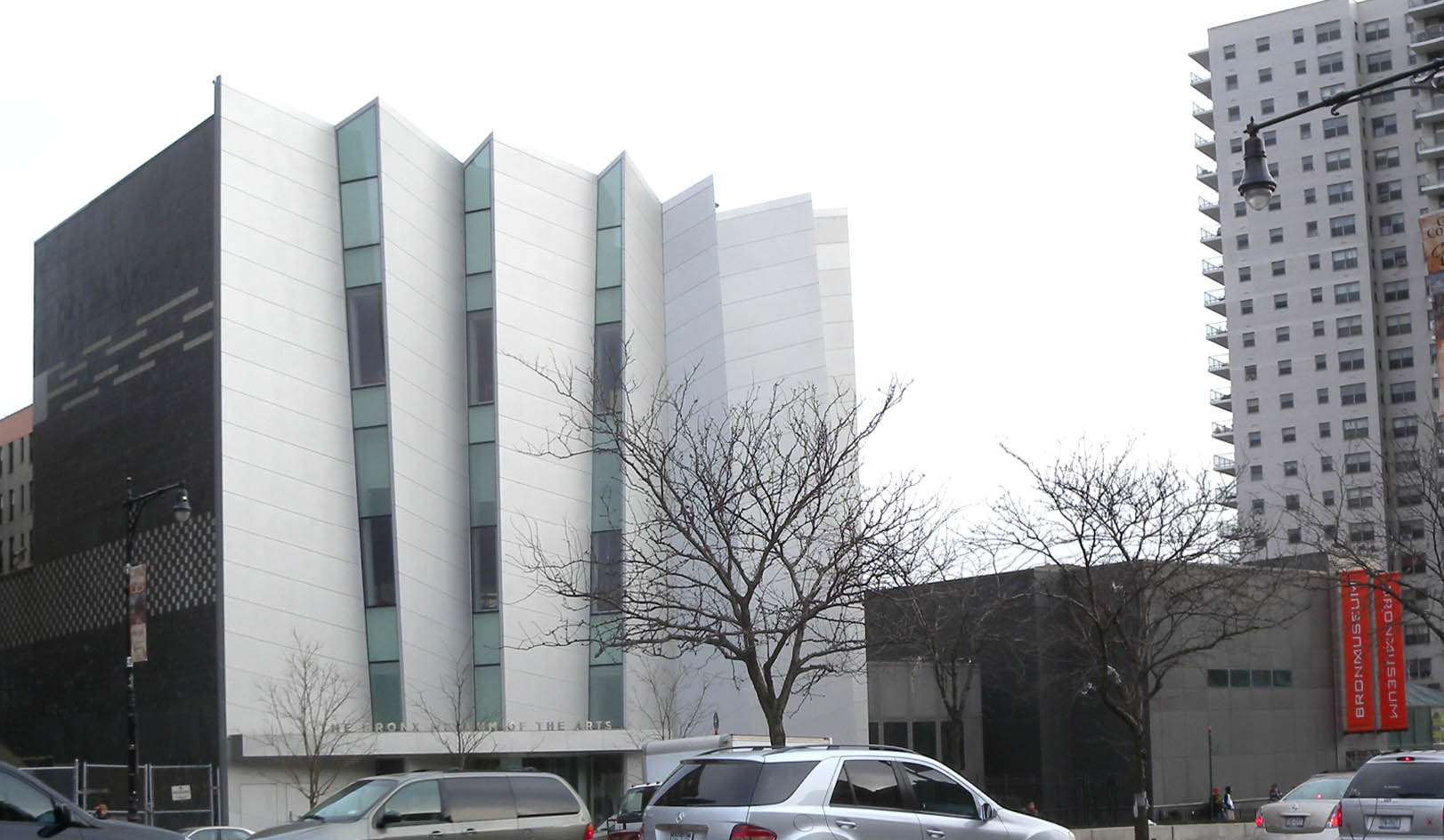
اضافه شده در سال ۲۰۰۶ با طراحی «آکاردئون».